# Oribatella luisae
Oribatella luisae är en kvalsterart som beskrevs av Bernini 1979. Oribatella luisae ingår i släktet Oribatella och familjen Oribatellidae. Inga underarter finns listade i Catalogue of Life.